# Hryńkowce (Probużna)
Hryńkowce, Uhryńkowce (ukr. Гриньківці) – dawniej samodzielna wieś na Ukrainie w rejonie czortkowskim należącym do obwodu tarnopolskiego. Od 1959 roku należą do wsi Probużna. Stanowią południową część wsi.

## Historia
Hryńkowce to dawniej samodzielna wieś. W II Rzeczypospolitej stanowiła gminę jednostkową Hryńkowce w powiecie kopyczynieckim w województwie tarnopolskim.
1 sierpnia 1934 r. w ramach reformy na podstawie ustawy scaleniowej Hryńkowce weszły w skład nowej zbiorowej gminy Probużna, gdzie we wrześniu 1934 włączono je do gromady Probużna.
Po wojnie włączone w struktury ZSRR.